# Pangai ('Eua)
Pangai es una localidad del distrito de 'Eua Fo'ou, en la isla de 'Eua, Tonga. Tiene una población de 364 habitantes en 2021.